# Matías de Jerusalén
San Matías de Jerusalén (f. 120 d. C.) fue un santo cristiano del siglo II y obispo de Jerusalén (13-120). Durante su obispado, se enfrentó a una situación política revuelta en el Imperio romano de la época de Adriano, por la persecución a judíos y cristianos.
Según Eusebio de Cesarea era un judío cristiano. Fue perseguido por el emperador Adriano (117–138), pero murió pacíficamente cerca del año 120.